# Červený Hrádok
Červený Hrádok este o comună slovacă, aflată în districtul Zlaté Moravce din regiunea Nitra. Localitatea se află la altitudinea de 170 m deasupra n.m., se întinde pe o suprafață de 5,5 km2 și în 2017 număra 399 de locuitori.

## Istoric
Localitatea Červený Hrádok este atestată documentar din 1386.

## Demografie
| An:                | 1994 | 2004   | 2014   | 2024   |
| ------------------ | ---- | ------ | ------ | ------ |
| Număr de persoane: | 425  | 435    | 407    | 442    |
| Diferență:         |      | +2,35% | −6,43% | +8,59% |

| An:                | 2023 | 2024   |
| ------------------ | ---- | ------ |
| Număr de persoane: | 443  | 442    |
| Diferență:         |      | −0,22% |